# Karl Georg Huyn
Karl Georg Otto Maria Huyn (ur. 18 listopada 1857 w Wiedniu, zm. 2 lutego 1938 w Rottenbuch koło Bolzano) – generał pułkownik cesarskiej i królewskiej Armii, ostatni namiestnik Królestwa Galicji i Lodomerii.

## Życiorys
Ukończył szkołę wojskową w St. Pölten (1875), a następnie Terezjańską Akademię Wojskową w Wiener Neustadt (1879). 24 kwietnia 1879 został mianowany podporucznikiem i wcielony do Czeskiego Pułku Dragonów Nr 2 (1879–1880) , który wówczas stacjonował w Sopronie. W następnym roku został przeniesiony do Pułku Ułanów Nr 11 w Żółkwi (1880–1881). W latach studiował w Szkole Wojennej w Wiedniu. Po ukończeniu Szkoły Wojennej w Wiedniu (1881–1883) jako porucznik przydzielony do Sztabu Generalnego Armii (1884–1887), był oficerem sztabowym w Mariborze i Lwowie. Następnie służył w dowództwie 2. korpusu armijnego w Wiedniu (1887–1892), awansowany kolejno na kapitana (1887) i majora (1892). W latach 1892–1893 attache wojskowy w Bukareszcie. Na stopień podpułkownika został mianowany ze starszeństwem z 1 maja 1896. Następnie szef sztabu dywizji kawalerii w Krakowie (1893-1898), w 1898 był komendantem 2. dywizjonu Czeskiego Pułku Dragonów Nr 2 w Tarnopolu. 9 lipca 1899 mianowany na stopień pułkownika został dowódcą Galicyjskiego Pułku Ułanów Nr 2 w Tarnowie (1899-1904). Następnie dowódca 17 Brygady Kawalerii w Wiedniu (1904–1905). 30 października 1905 został mianowany generałem majorem i dowódcą 10 Brygady Kawalerii w Wiedniu (1905–1907) Potem ponownie dowódca 17 Brygady Kawalerii (1907–1909), W kwietniu 1909 objął komendę Dywizji Kawalerii Kraków (1909–1911). Na tym stanowisku 26 kwietnia 1910 został mianowany na stopień marszałka polnego porucznika. W 1911 został komendantem 12 Dywizji Piechoty w Krakowie (1911–1912) a potem wyznaczony na stanowisko generalnego inspektora kawalerii (1912–1914). W czasie I wojny światowej (od sierpnia do września 1914) dowodził 17 Korpusem. W październiku 1914 r. przeniesiony z powodu nieudolności w stan spoczynku. W marcu 1917 r. przywrócony do służby czynnej, a 14 maja 1917 został mianowany na stopień generała pułkownika. Był Namiestnikiem (generalnym gubernatorem) Galicji (1 marca 1917 – 1 listopada 1918). Prowadził politykę, szczególnie od traktatu brzeskiego, przeciwną narodowym dążeniom Polaków i popierał Ukraińców, uważając ich za bardziej lojalnych wobec Austro-Węgier. 1 listopada przekazał władzę swemu zastępcy, Ukraińcowi  Wołodymyrowi Decykewyczowi. 1 grudnia 1918 r. przeniesiony w stan spoczynku przez władze republikańskie. W okresie międzywojennym żył w południowym Tyrolu, gdzie zmarł.

## Rodzina
Pochodził ze starej szlacheckiej rodziny wywodzącej się z Niderlandów i służącej od wieków w armii Habsburgów. Był synem generała hr. Johannesa Karla Augusta Huyna i Natalii hr. Sarnthein. Jego brat Paul von Huyn (1868–1946) był arcybiskupem Pragi. W 1892 ożenił się z Ignatią Karoliną Kollonitz von Kollegrad (1871-1956) z którą miał dwóch synów: Johannesa Franza (1894–1941) i Karla Georga (1898–?).

## Ordery i odznaczenia
- Order Korony Żelaznej 3. klasy – 18 kwietnia 1903
- Krzyż Komandorski włoskiego Orderu św. Maurycego i Łazarza – kwiecień 1903
- Order Świętego Aleksandra – sierpień 1909
- Order Królewski Korony 1. klasy – kwiecień 1910
- Krzyż Wielki Orderu  Korony Rumunii – kwiecień 1910
- Krzyż Rycerski Orderu Leopolda – 28 lutego 1911
- Krzyż Wielki Orderu Ernestyńskiego – kwiecień 1912
- Brązowy Medal Zasługi Wojskowej (Signum Laudis) – 24 lipca 1917
- Krzyż Wojenny za Zasługi Cywilne – 27 października 1917
- Order Korony Żelaznej 1. klasy z dekoracją wojenną – 22 grudnia 1917
- Odznaka za Służbę Wojskową 2. klasy[14]
- Medal Jubileuszowy Pamiątkowy dla Sił Zbrojnych i Żandarmerii[14]
- Krzyż Jubileuszowy Wojskowy[14]